# فیزیکدان‌ها
فیزیکدان‌ها نمایشنامه‌ای است از فریدریش دورنمات از سالِ ۱۹۶۱ میلادی.

## به فارسی
رضا کرم‌رضایی نخستین بار فیزیکدان‌ها را به فارسی درآورد.